# Neohydnus despectus
Neohydnus despectus là một loài bọ cánh cứng trong họ Cleridae. Loài này được Gorham miêu tả khoa học năm 1892.